# Cheiracanthium gracile
Cheiracanthium gracile là một loài nhện trong họ Miturgidae.
Loài này thuộc chi Cheiracanthium. Cheiracanthium gracile được Ludwig Carl Christian Koch miêu tả năm 1873.